# یالمان‌لی (سیحان)
یالمان‌لی (به ترکی استانبولی: Yalmanlı) یک منطقهٔ مسکونی در ترکیه است که در سیحان واقع شده‌است.